# Eois seria
Eois seria är en fjärilsart som beskrevs av Paul Dognin 1900. Eois seria ingår i släktet Eois och familjen mätare. Inga underarter finns listade i Catalogue of Life.